# 菩提樹下大街
52°31′0″N 13°23′21″E / 52.51667°N 13.38917°E
菩提樹下大街（發音：[ˈʊntɐ deːn ˈlɪndn̩] ⓘ），直译为椴樹下大街，也可音译为為林登大道，是一條位于德國首都柏林的著名的大街。它西起于柏林艺术学院和阿德龍飯店坐落的勃蘭登堡門東面的巴黎廣場，經過宫殿桥和柏林博物館島，向東延伸到柏林電視塔，全长约1.5千米，宽60米。其是柏林市中心重要的交通樞紐，並將柏林大量的景点连接在了一起。

## 名稱
菩提樹下大街的德文原名为 ，意爲「椴樹下」，但其中的  卻被譯成「菩提樹」，很可能是由日語轉譯的，因爲椴树在日語中也被稱作菩提樹。森鷗外的小說《舞姬》將其翻譯為“菩提樹下”。目前中文翻译已约定俗成译为“菩提树下大街”。

## 歷史與建造

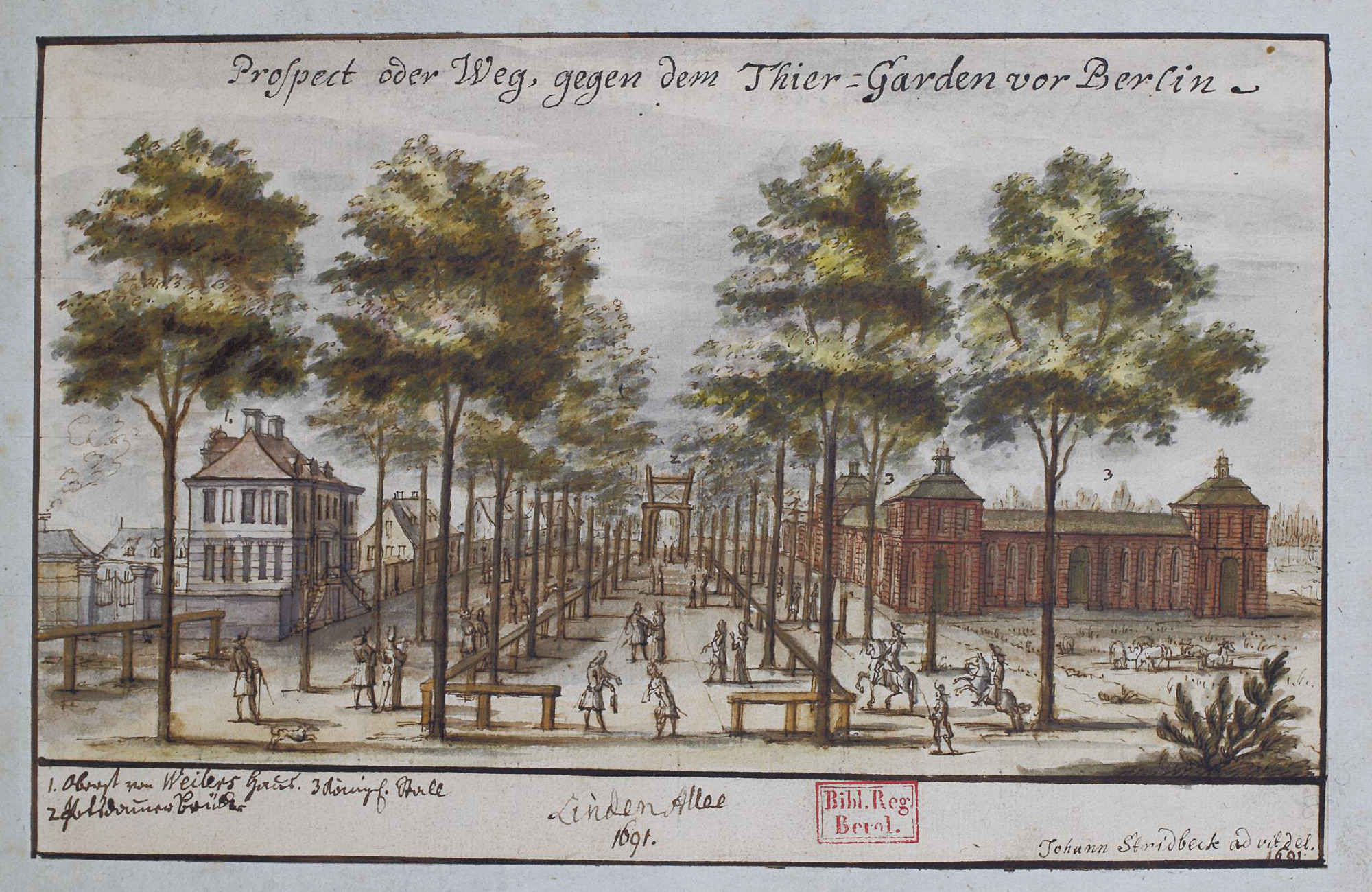
1691年的菩提樹下大街

菩提樹下大街的前身為一條騎馬的路，連接柏林城市宮和柏林動物園。大街為布蘭登堡選帝侯約翰·格奧爾格於1573年時創建，並由腓特烈·威廉於1647年加固，且在大街兩旁種植了胡桃和椴樹。1740年，腓特烈大帝在大街的東端建立腓特烈廣場（克諾貝爾斯鐸夫設計），以及歌劇院、老圖書館、圣黑德维希主教座堂以及海因里希王子宮。海因里希王子宮後來成爲於1810年建立的柏林洪堡大學的首棟建築。

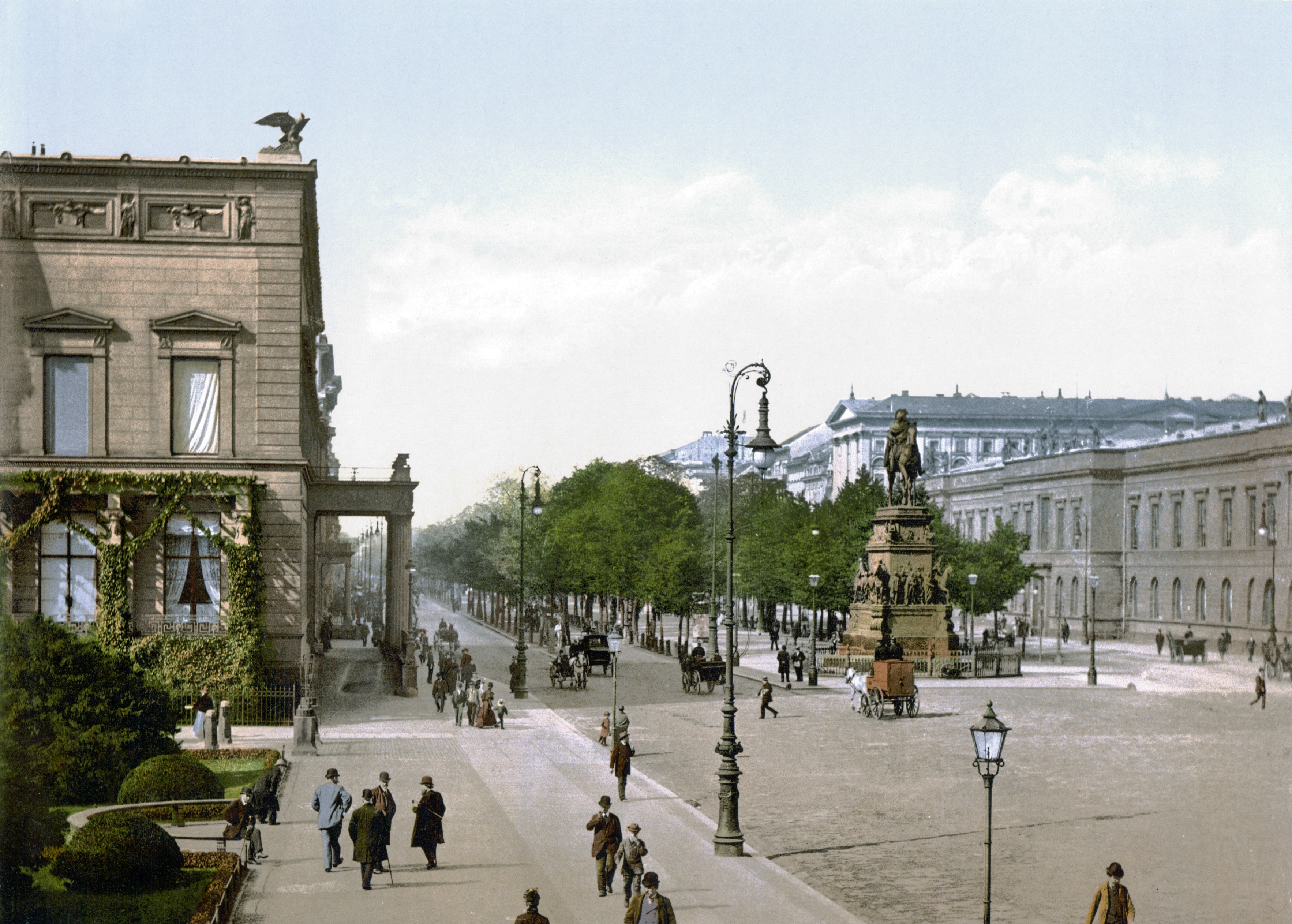
1900年的菩提樹下大街

大街的西段是從1674年直到18世紀中葉逐漸漸造起來的。在19世紀取得對拿破侖的勝利之後，腓特烈·威廉三世令其建築師卡爾·弗里德里希·申克爾將大街東段建設成“凱旋大街”。在大街華麗的東段和較爲保守的西段之間的連接處，立有腓特烈大帝的騎馬雕像。為雕塑家克里斯蒂安·丹尼爾·勞赫 雕塑，是19世紀代表性雕塑家的最重要的作品之一，也是當時許多其它作品的樣板。
而大街的西段在19世紀首先成爲名流和中產階級的住宅區，並在1871年後迅速轉變爲一個遍佈商店、餐館和代理機構的活躍的都市商業區。然而，這條大街也曾經作為歷代統治者舉行閱兵慶典之地。

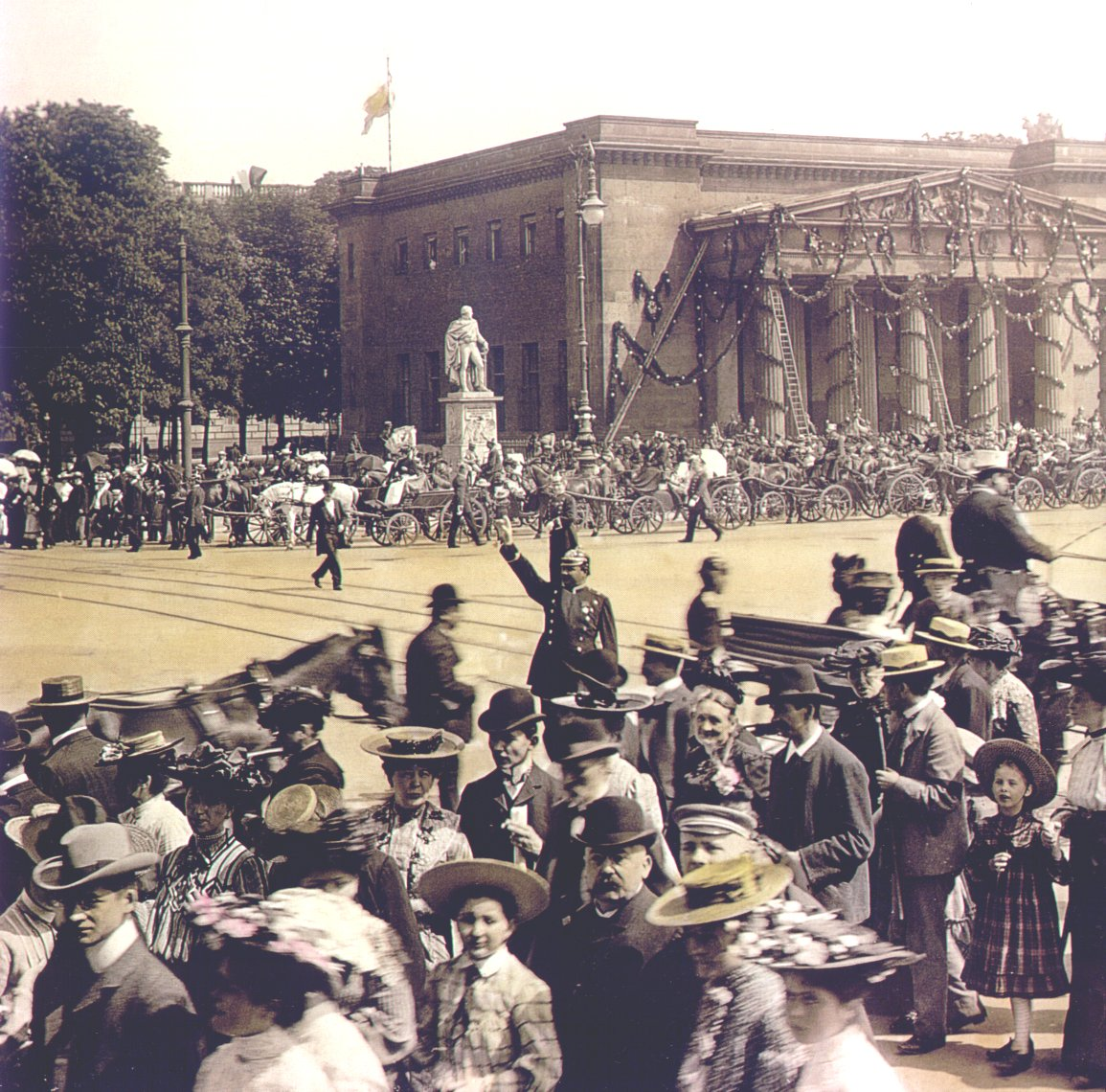
奧古斯特·富爾曼（August Fuhrmann）的《新崗哨旁，1905年6月3日的菩提樹下大街》（An der Neuen Wache, Unter den Linden am 3. Juni 1905）

从1901年十月在维多利亚酒店的弗里德里希大街拐角处有一个大厅，其中安装了一个有四百个座位和一个舞台的摊位，传说中的歌舞表演“《Schall und Rauch》，在接下来的一季成为“克莱恩斯剧院”，今天被认为是 Max Reinhardt 伟大戏剧生涯的起点。
在1937年，门牌号号码被更改。计数从红宫开始，今天在巴黎广场的阿德龙饭店并在南侧向倍倍尔广场方向逐个计数，返回到菩提树的北侧，指挥官办公室现在成为 1 号议院，该论坛首次包括分配给勃兰登堡门方向的编号。

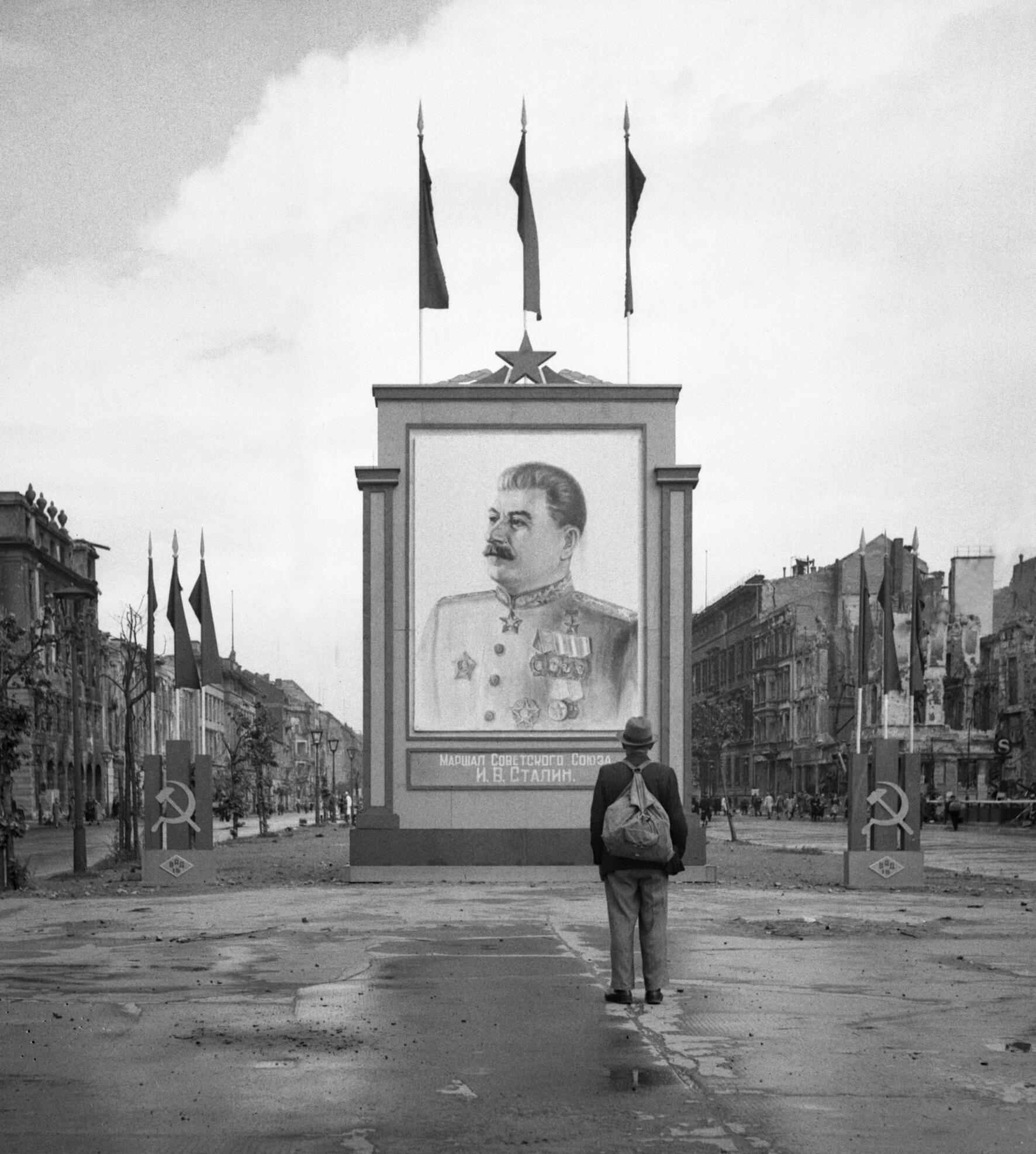
1945年6月3日德國投降兩個月後，一名德國平民在柏林菩提樹下大街上觀看蘇聯總書記斯大林的大幅海報肖像

在二戰中，這條大街被徹底破壞了。少數幾個仍被保留的建築包括罗马大酒店，在戰爭中只被部分毀壞。1950年代初開始了重建工作。1949年到1951年建造了蘇聯駐德國大使館，是斯大林式壯觀建築的典型代表，也是蘇聯與當時新成立的德意志民主共和國的政治結盟的標誌。今天這裏作爲俄罗斯驻德國大使馆。
自從1950年代末期起，歷史性的建築也逐步被重建，只有柏林城市宮除外，它在蘇聯佔領軍影響下，被當作可憎的普魯士軍國主義的象徵被炸掉，原址改建成共和國宮。1989年之後共和國宮由於石棉污染被關閉（偶爾臨時開放），並逐漸發生損壞。是否整修共和國宮，或者在原地重建老城市宮，或者應該建立完全不同建築，在過去幾年中是柏林文化生活中活躍的爭論，然而最終決定將共和國宮拆除，並重建柏林城市宮。
2005 年物理年的主題之一是愛因斯坦里程碑（Einstein Mile），教育和研究部部长 Edelgard Bulmahn 于 2005年4月12日在菩提树下指定。 从 2005年4月到9月，作为爱因斯坦年的一部分，16个高约2.50米的鲜红色“E”矗立在中央人行横道上，上面写着这位物理学家的生活和工作信息。

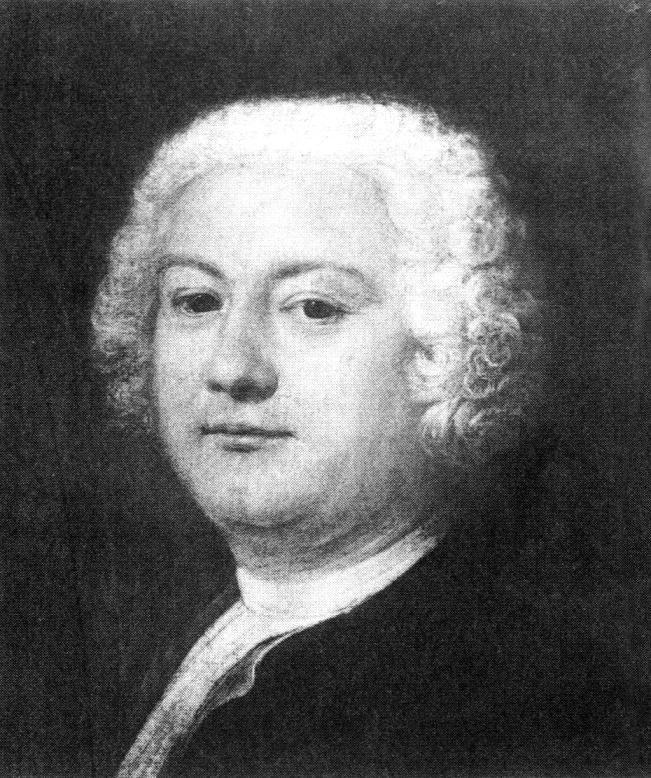
建築師和畫家克諾貝爾斯鐸夫建造了歌劇院並設計了腓特烈廣場、學院和王宮。腓特烈大帝命令將柏林所有的房子塗成其褲子的淡赭石色

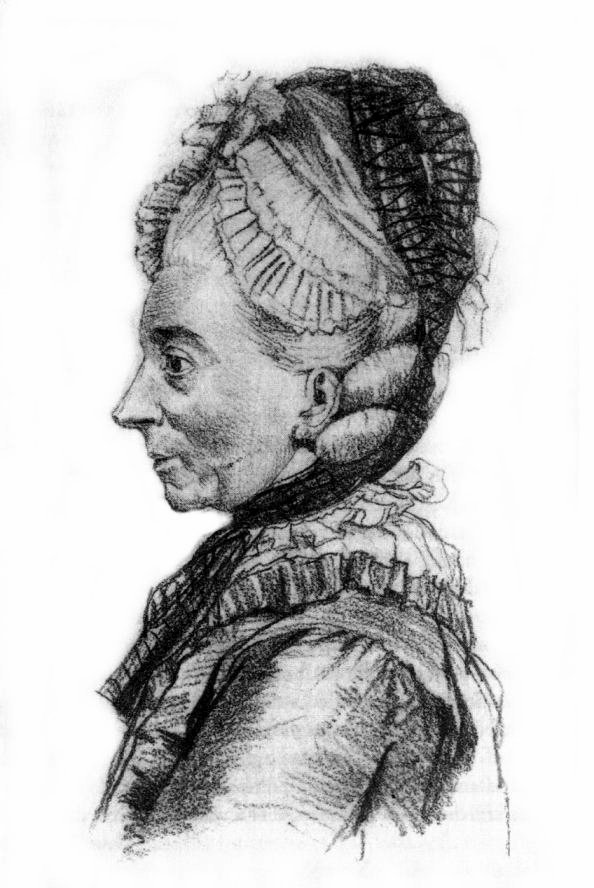
普魯士的安娜·阿瑪莉埃，普魯士的公主，腓特烈大帝的妹妹，奎德林堡的女修道院長，住在菩提樹下大街5號（老門牌號）。現在那裏是俄罗斯驻德國大使馆

## 沿街的著名建築
|  | 1. 6月17日大街 2. 國會大廈 3. 3月18日廣場 4. 勃蘭登堡門 5. 巴黎廣場 6. 阿德龍飯店 7. 英國駐德國大使館 8. 威廉大街 9. 匈牙利驻德國大使馆 10. 俄罗斯驻德國大使馆 11. 科米什大街 12. 柏林喜歌劇院 13. 腓特烈大街 14. 夏綠蒂大街 15. 普魯士國家圖書館 16. 柏林洪堡大學 17. 腓特烈大帝騎馬雕像 18. 倍倍爾廣場 19. 菩提樹下國家歌劇院 20. 圣黑德维希主教座堂 21. 新崗哨 22. 德國歷史博物館 23. 太子宮 24. 老司令部 25. 宮殿橋 26. 卡爾·李卜克內西大街 |

## 文學作品

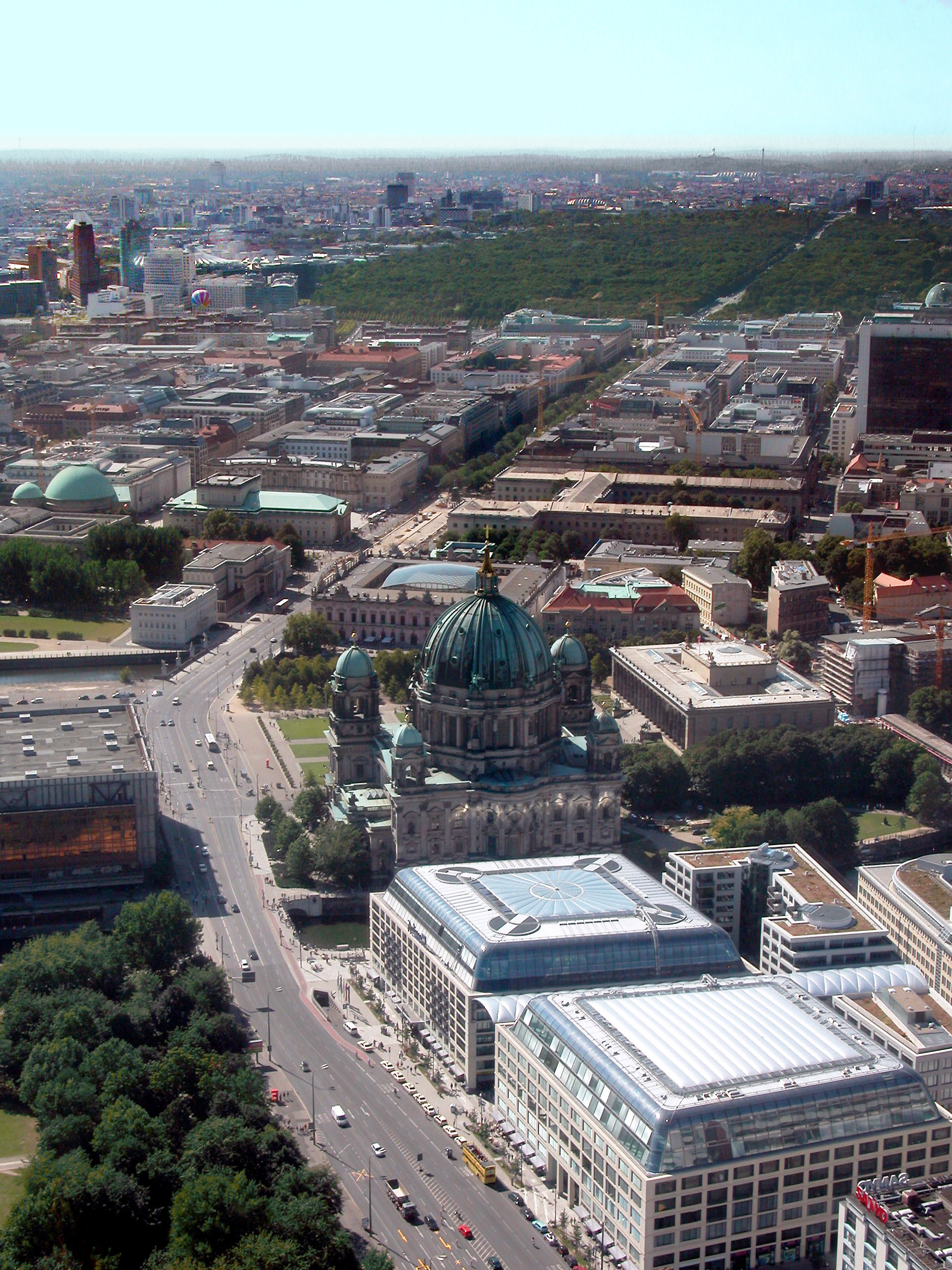
菩提樹下大街

- 君特·德·布魯雲（德语：Günter de Bruyn）：《菩提樹下大街》(Unter den Linden). Siedler-Verlag, 2002, ISBN 3-886807894
- 海涅：《且不要在菩提樹下迎接我》(Und grüß mich nicht unter den Linden). Carl-Hanser-Verlag, 1997, ISBN 3-446189351
- 溫弗利特·略施堡：《菩提樹下大街》(Unter den Linden). Verlag Der Morgen Berlin, 1973

## 外部連結
- 菩提樹下大街